# Jonas Jonasson

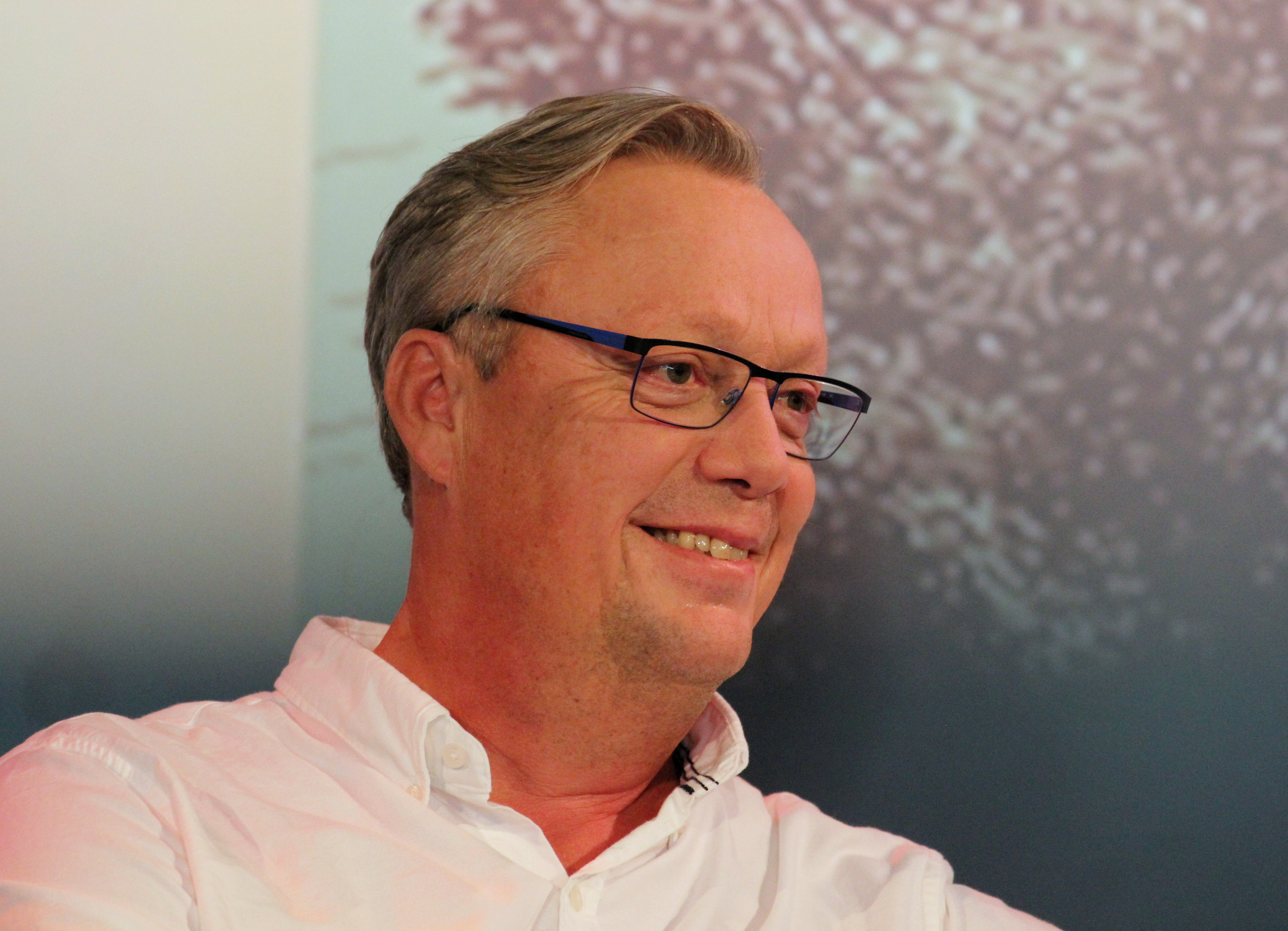
Jonas Jonasson auf der Frankfurter Buchmesse 2018

Jonas Jonasson (* 6. Juli 1961 in Växjö, Småland) ist ein schwedischer Journalist und Schriftsteller.

## Leben
Jonasson arbeitete nach seinem Studium in Göteborg als Journalist für die Zeitungen Smålandsposten und Expressen und als selbstständiger Medienberater. Nach 20 Jahren Medientätigkeit zog Jonasson von Schweden nach Ponte Tresa im Tessin an den Luganersee, seit Herbst 2011 lebte er mit seinem Sohn wieder in Schweden, auf der Insel Gotland. Heute lebt er in Danderyd.

## Werke
Jonassons erster Roman wurde 2009 unter dem Originaltitel Hundraåringen som klev ut genom fönstret och försvann veröffentlicht. Im Jahr 2010 war es das am meisten verkaufte Buch in Schweden. Es wurde inzwischen in 45 Sprachen übersetzt. In Deutschland erschien das Buch im August 2011 unter dem Titel Der Hundertjährige, der aus dem Fenster stieg und verschwand, erreichte im September 2011 die Top 10 und Anfang 2012 die Spitze der Spiegel-Bestsellerliste. Elf Monate nach dem Verkaufsstart waren in Deutschland schon mehr als eine Million Exemplare verkauft worden. Im Dezember 2013 lief in den schwedischen Kinos die Verfilmung des Romans von Regisseur Felix Herngren an. Der Kinostart in Deutschland war am 20. März 2014. 2016 entstand die Filmfortsetzung Der Hunderteinjährige, der die Rechnung nicht bezahlte und verschwand, an der Jonasson als Drehbuchautor beteiligt war.
Im September 2013 wurde Jonassons zweiter Roman unter dem Originaltitel Analfabeten som kunde räkna in Schweden veröffentlicht. Er handelt von einer jungen Latrinentonnenträgerin aus einem Slum in Südafrika. Zu Beginn kann sie weder lesen noch schreiben. Sie ist jedoch richtig clever. Über Umwege landet sie schließlich bei einem Atomwaffentechniker, mit dem sie an einer Atombombe arbeitet. Die deutsche Übersetzung erschien am 15. November 2013 unter dem Titel Die Analphabetin, die rechnen konnte. Direkt nach dem Erscheinen stieg das Buch auf Platz 1 in die Spiegel-Bestsellerliste ein.
Der dritte Roman Mördar-Anders och hans vänner (samt en och annan ovän) erschien in Schweden am 23. September 2015, die deutsche Übersetzung Mörder Anders und seine Freunde nebst dem einen oder anderen Feind am 7. April 2016. Auch diese erreichte die Spitze der Spiegel-Bestsellerliste.
Am 6. September 2018 erschien in Deutschland mit dem Roman Hundraettåringen – som tänkte att han tänkte för mycket (auf Deutsch: „Der Hundertjährige, der zurückkam, um die Welt zu retten“) die Fortsetzung des ersten Buches „Der Hundertjährige, der aus dem Fenster stieg und verschwand“.
Am 26. Oktober 2020 erschien der Roman Hämnden är ljuv (Deutsch: „Der Massai, der in Schweden noch eine Rechnung offen hatte“).

## Veröffentlichungen
- Hundraåringen som klev ut genom fönstret och försvann. Piratförlaget, Stockholm 2009, ISBN 978-91-642-0296-3.
  - Der Hundertjährige, der aus dem Fenster stieg und verschwand. Übersetzt von Wibke Kuhn, Carl’s Books, München 2011, ISBN 978-3-570-58501-6. (Platz 1 der Spiegel-Bestsellerliste im Jahr 2012, DE: ×3Dreifachgold (Hörbuch-Award) )[5]
  - Als Hörbuch gelesen von Otto Sander. Der Hörverlag, München 2011, ISBN 978-3-86717-781-8.
  - Als Hörspiel inszeniert von Leonhard Koppelmann. Der Hörverlag, München 2013, ISBN 978-3-8445-1010-2.
- Analfabeten som kunde räkna. Piratförlaget, Stockholm 2013, ISBN 978-91-642-0396-0.
  - Die Analphabetin, die rechnen konnte. Übersetzt von Wibke Kuhn, Carl’s Books, München 2013, ISBN 978-3-570-58512-2. (Platz 1 der Spiegel-Bestsellerliste vom 25. November 2013 bis zum 26. Januar 2014 und vom 3. bis zum 16. Februar 2014, DE: Gold (Hörbuch-Award))
  - Als Hörbuch gelesen von Katharina Thalbach. Der Hörverlag, München 2013, ISBN 978-3-86717-887-7.
- Mördar-Anders och hans vänner (samt en och annan ovän) Piratförlaget, Stockholm 2015, ISBN 978-91-642-0477-6.
  - Mörder Anders und seine Freunde nebst dem einen oder anderen Feind. Übersetzt von Wibke Kuhn, Carl’s Books, München 2016, ISBN 978-3-570-58562-7. (Platz 1 der Spiegel-Bestsellerliste vom 16. April bis zum 3. Juni 2016)
  - Als Hörbuch gelesen von Jürgen von der Lippe. Der Hörverlag, München 2016, ISBN 978-3-8445-2131-3.
- Hundraettåringen – som tänkte att han tänkte för mycket. Piratförlaget, Stockholm 2018, ISBN 978-91-642-3395-0
  - Der Hundertjährige, der zurückkam, um die Welt zu retten. Übersetzt von Wibke Kuhn, C. Bertelsmann, München 2018, ISBN 978-3-570-10355-5.
- Hämnden är ljuv AB Stockholm: Piratförlaget. ISBN 978-91-642-3440-7
  - Der Massai, der in Schweden noch eine Rechnung offen hatte. Übersetzt von Astrid Arz, C. Bertelsmann, München 2020, ISBN 978-3-570-10410-1.
- Profeten och idioten Stockholm: Bokforlaget Polaris, 2022. ISBN 978-91-7795-812-3
  - Drei fast geniale Freunde auf dem Weg zum Ende der Welt. Übersetzt von Astrid Arz, C. Bertelsmann, München 2022, ISBN 978-3-570-10486-6.
- Det rådiga kommunalrådet
  - Wie die Schweden das Träumen erfanden. Übersetzt von Astrid Arz, C. Bertelsmann, München 2023, ISBN 978-3-570-10541-2.
- Algot, Anna Stina och det välsignade brännvinet Stockholm: Bokforlaget Polaris, 2024. ISBN 978-91-7795-900-7
  - Der verliebte Schwarzbrenner und wie er die Welt sah. Übersetzt von Astrid Arz, C. Bertelsmann, München 2024, ISBN 978-3-570-10485-9.